# Orty de Magalhães Machado
Orty de Magalhães Machado (São Bento do Sul, 8 de março de 1917 – Canoinhas, 16 de dezembro de 1992) foi um advogado e político brasileiro.
Foi deputado à Assembleia Legislativa de Santa Catarina na 1ª legislatura (1947 — 1951).